# Roger z Wendover
Roger z Wendover (ur. w XII wieku w Wendover; zm. 6 maja 1236 w St Albans) – średniowieczny angielski benedyktyński mnich i kronikarz, autor kroniki Flores Historiarum.
Roger był mnichem w opactwie St Albans. Następnie został mianowany przeorem w klasztorze w Belvoir, podległym St Albans, ale utracił tę godność w pierwszych latach panowania króla Henryka III. Został wówczas obarczony odpowiedzialnością za nieprawidłowości w klasztorze. Po tych wydarzeniach powrócił do St Albans, gdzie mieszkał do śmierci 6 maja 1236 roku.
Od około 1204 roku tworzył dzieło swojego życia - kronikę Flores Historiarum, która miała opisywać wydarzenia od powstania Anglii do czasów mu współczesnych. Wykorzystał w swej pracy materiały zgromadzone przez Jana z Wallingford, który był opatem St Albans w latach 1195-1214.